# François Legrand
François Legrand (Grenoble, 26 de marzo de 1970) es un deportista francés que compitió en escalada, especialista en la prueba de dificultad.
Ganó cuatro medallas en el Campeonato Mundial de Escalada entre los años 1991 y 1997, y una medalla de oro en el Campeonato Europeo de Escalada de 1992.

## Palmarés internacional
| Campeonato Mundial | Campeonato Mundial   | Campeonato Mundial | Campeonato Mundial |
| Año                | Lugar                | Medalla            | Prueba             |
| ------------------ | -------------------- | ------------------ | ------------------ |
| 1991               | Fráncfort (Alemania) | Medalla de oro     | Dificultad         |
| 1993               | Innsbruck (Austria)  | Medalla de oro     | Dificultad         |
| 1995               | Ginebra (Suiza)      | Medalla de oro     | Dificultad         |
| 1997               | París (Francia)      | Medalla de bronce  | Dificultad         |
| Campeonato Europeo |                      |                    |                    |
| Año                | Lugar                | Medalla            | Prueba             |
| 1992               | Fráncfort (Alemania) | Medalla de oro     | Dificultad         |